# Simulium lundstromi
Simulium lundstromi är en tvåvingeart som först beskrevs av Günther Enderlein 1921.  Simulium lundstromi ingår i släktet Simulium och familjen knott. Arten är reproducerande i Sverige. Inga underarter finns listade i Catalogue of Life.